# Cybianthus obovatus
Cybianthus obovatus är en viveväxtart som först beskrevs av Carl Christian Mez, och fick sitt nu gällande namn av Carl Friedrich Philipp von Martius och Friedrich Anton Wilhelm Miquel. Cybianthus obovatus ingår i släktet Cybianthus, och familjen viveväxter. Inga underarter finns listade i Catalogue of Life.